# Ligabue

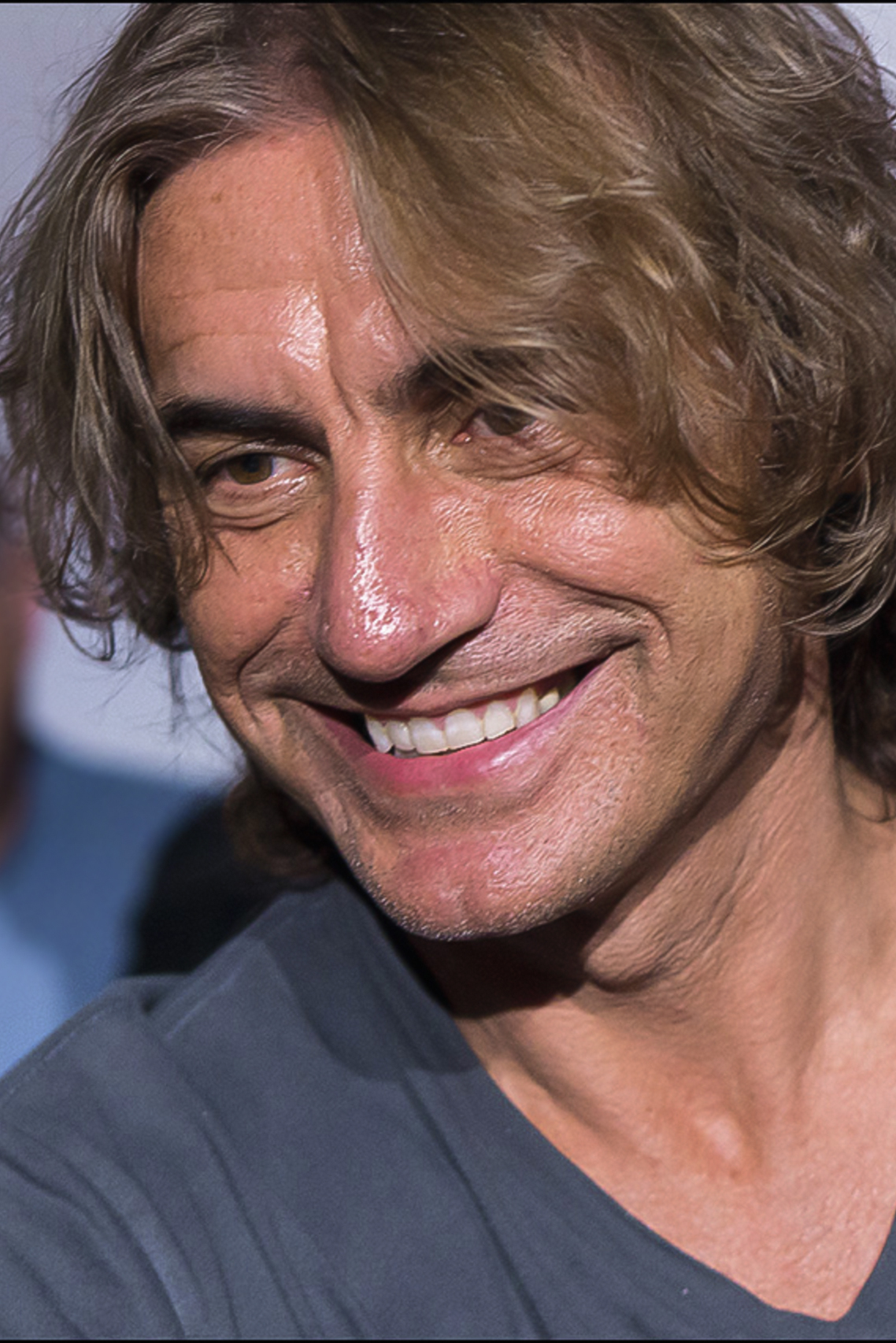
Luciano Ligabue (2012)

Luciano Ligabue (* 13. März 1960 in Correggio, Emilia-Romagna), Künstlername Ligabue, ist ein italienischer Rockmusiker, Cantautore, Schriftsteller und Regisseur. Seine musikalische Karriere begann er 1990, stilistisch verbindet er die italienische Liedermacher-Tradition mit Rockmusik. Er gilt als einer der wichtigsten Rockmusiker Italiens, „ein Rockstar in jeder Hinsicht, neben Vasco Rossi der einzige in Italien“. 2004 wurde ihm die Ehrendoktorwürde in Editoria, comunicazione multimediale e giornalismo (Verlagswesen, Multimedia-Kommunikation und Journalismus) der Universität Teramo zuteil.

## Karriere

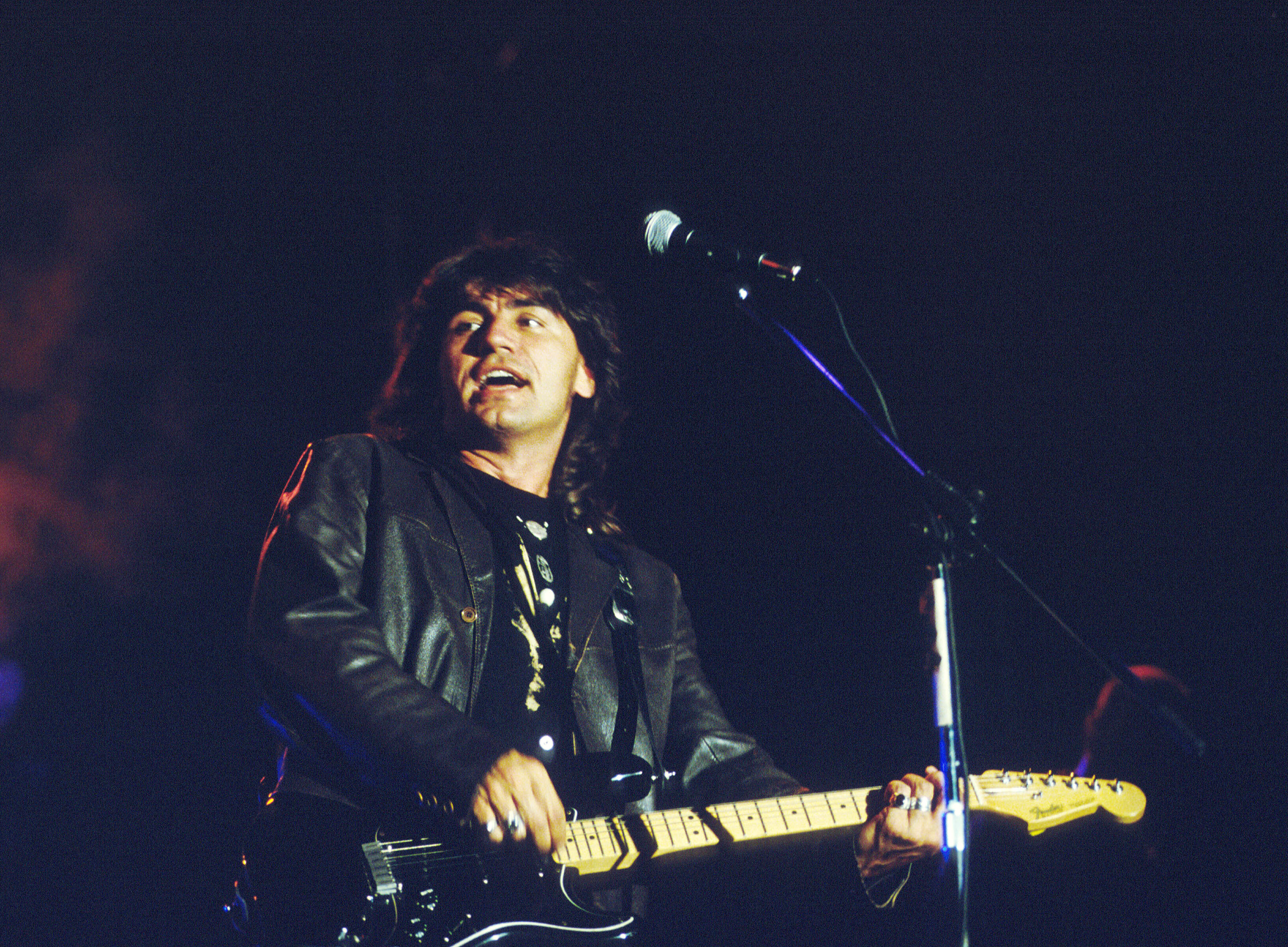
Ligabue (1991)

Ligabue absolvierte eine Ausbildung zum Buchhalter und betätigte sich danach in diversen Jobs, etwa als Tagelöhner oder als DJ, und war auch Gemeinderat von Correggio. 1988 schrieb er für Pierangelo Bertoli das Lied Sogni di rock ’n’ roll, das dieser auf dem Album Tra me e me veröffentlichte. Mit dem Gewinn im örtlichen Musikwettbewerb Terremoto Rock hatte er die Möglichkeit, seine erste eigene Single aufzunehmen, Bar Mario / Anime in plexiglass. Zusammen mit Figlio d’un cane, erneut geschrieben für Bertoli, landeten die Lieder 1990 auf Ligabues selbstbetiteltem Studioalbum. In diesem Jahr wurde er für das Lied Balliamo sul mondo bei Festivalbar als bester Newcomer ausgezeichnet. Mit der Gruppe ClanDestino ging er im Anschluss auf Tournee.
Bis 1993 setzte Ligabue seine Livetätigkeit fort und brachte zwei weitere Alben heraus, Lambrusco coltelli rose & pop corn und Sopravvissuti e sopravviventi. Danach trennte er sich von seinem Manager Angelo Carrara und nach dem nächsten Album A che ora è la fine del mondo? auch von ClanDestino. Zusammen mit Valerio Soave gründete er das Label Mescal, zog sich allerdings selbst rasch wieder daraus zurück. Mit dem Album Buon compleanno Elvis gelang Ligabue 1995 ein Nummer-eins-Album und damit der endgültige Durchbruch. Auch die Tournee war ein enormer Erfolg und 1997 erschien das Livealbum Su e giù da un palco, das ebenfalls Platz eins der Charts erreichte. In diesem Jahr veröffentlichte er auch das Buch Fuori e dentro il borgo, eine Sammlung von Erzählungen. 1998 verarbeitete Ligabue das Buch teilweise im Film Radiofreccia, seinem Regiedebüt, das u. a. mit drei David di Donatello und zwei Nastri d’Argento prämiert wurde.
Zusammen mit Jovanotti und Piero Pelù nahm Ligabue 1999 anlässlich des Kosovokrieges die Charity-Single Il mio nome è mai più zugunsten von Emergency auf, die insgesamt 17 Wochen an der Spitze der italienischen Singlecharts verblieb. Außerdem legte er das nächste Album Miss Mondo vor, das ebenso wie die Single Una vita da mediano ein großer Erfolg war. Es folgte wieder eine ausgedehnte Tournee. Nach einer kurzen künstlerischen Pause veröffentlichte Ligabue 2002 seinen zweiten Film Da zero a dieci. Der Titelsong Questa è la mia vita war ein Nummer-eins-Hit und ging dem nächsten Album Fuori come va? voraus. Aus der anschließenden Tournee ging das Livealbum Giro d’Italia hervor, das erneut die Chartspitze erreichen konnte.
Im Jahr 2004 trat Ligabue wieder als Autor in Erscheinung und veröffentlichte den dystopischen Roman La neve se ne frega. 2005 veranstaltete er am Flugplatz Reggio Emilia das Campovolo-Konzert vor etwa 170.000 Zuschauern, bei dem auch ClanDestino wieder anwesend waren, und veröffentlichte danach das neue Album Nome e cognome. Über das ganze folgende Jahr verteilt gab er weitere Konzerte in ganz Italien, außerdem erschien mit Lettere d’amore nel frigo, einer Sammlung von Gedichten, auch ein weiteres Buch. Für Elisa schrieb er das Lied Gli ostacoli del cuore, an dem er sowohl als Gastsänger wie auch als Regisseur des Musikvideos beteiligt war. Zwischen 2007 und 2008 setzte er seine Livetätigkeit fort und veröffentlichte ein zweiteiliges Best-of-Album: Prima parte und Seconda parte. Mit der Single Niente paura landete er außerdem einen weiteren Nummer-eins-Hit.

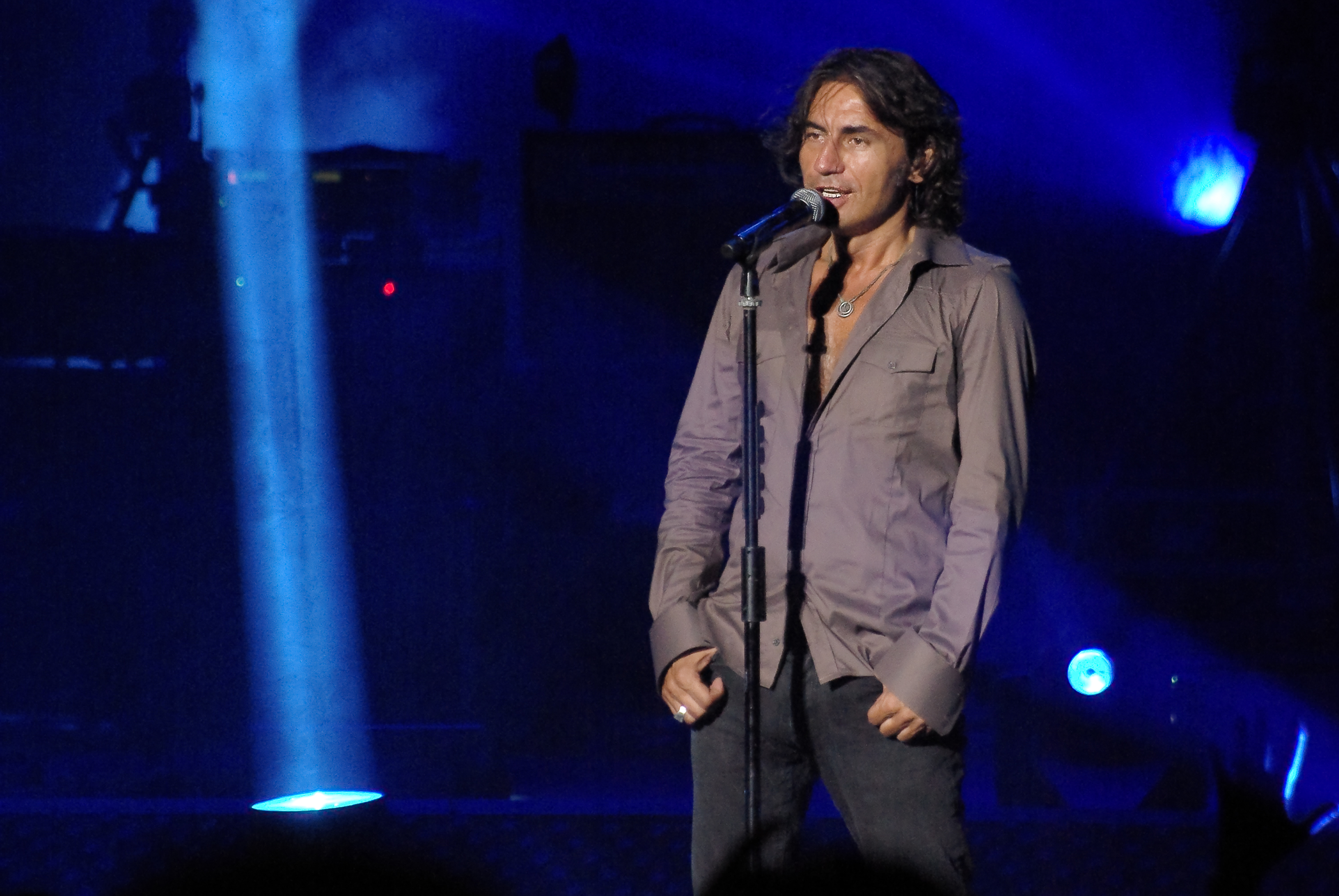
Auftritt (2009)

Das Livealbum Sette notti in Arena (2009) dokumentierte eine siebenteilige Konzertreihe in der Arena von Verona 2008 und überbrückte die Wartezeit auf das nächste Studioalbum Arrivederci, mostro!, das 2010 erschien und vom Nummer-eins-Hit Un colpo all’anima eingeleitet wurde. Im Dokumentarfilm Niente paura von Piergiorgio Gay spielten Ligabue und seine Musik eine tragende Rolle. Nach einem weiteren Campovolo-Konzert veröffentlichte der Musiker das dreiteilige Livealbum Campovolo 2.011 sowie den Konzertfilm Campovolo – Il film 3D. Mit Il rumore dei baci a vuoto erschien 2012 eine neue Sammlung von Erzählungen, 2013 folgte das nächste Studioalbum Mondovisione mit der erfolgreichen Single Il sale della Terra, die auch von Benny Benassi geremixt wurde. Aus der ausgedehnten Tournee ging 2015 ein weiteres Livealbum, Giro del mondo, hervor. Außerdem gab es ein drittes Campovolo-Konzert.
Im Jahr 2016 veröffentlichte Ligabue seine nächste Sammlung von Erzählungen, Scusate il disordine. Angelehnt an Campovolo trat er später im Jahr an zwei Abenden im Park von Monza im Rahmen des Events Liga Rock Park auf. Dabei kündigte er auch das neue Album Made in Italy an. Das Konzeptalbum erreichte erneut die Chartspitze und wurde von einer Tournee sowie dem gleichnamigen Film (2018) begleitet, bei dem Ligabue wieder Regie führte. 2019 legte er das nächste Studioalbum Start vor. Zur Feier seines 30-jährigen Karrierejubiläums folgten 2020 das Album 7 sowie die mehrteilige Kompilation 77 singoli. Im selben Jahr veröffentlichte der Musiker zusammen mit dem Journalisten Massimo Cotto die Autobiografie È andata così – Trent’anni come si deve. 2022 erschien mit Una storia eine weitere Autobiografie.

## Diskografie

### Studioalben
| Jahr | Titel Musiklabel                       | Höchstplatzierung, Gesamtwochen, AuszeichnungChartplatzierungen (Jahr, Titel, Musiklabel, Platzierungen, Wochen, Auszeichnungen, Anmerkungen) | Höchstplatzierung, Gesamtwochen, AuszeichnungChartplatzierungen (Jahr, Titel, Musiklabel, Platzierungen, Wochen, Auszeichnungen, Anmerkungen) | Anmerkungen |
| Jahr | Titel Musiklabel                       | IT | CH | Anmerkungen |
| ---- | -------------------------------------- | --- | --- | --- |
| 1990 | Ligabue WEA                            | IT— Platin (2023)IT | — | Erstveröffentlichung: 11. Mai 1990 1996 Platz 11 in den FIMI-Charts (46 Wochen) Verkäufe: + 50.000                 |
| 1991 | Lambrusco coltelli rose & pop corn WEA | IT7 (18 Wo.)IT | — | Erstveröffentlichung: 20. September 1991 1996 Platz 21 in den FIMI-Charts (14 Wochen)                              |
| 1993 | Sopravvissuti e sopravviventi WEA      | IT3 (14 Wo.)IT | — | Erstveröffentlichung: 22. Januar 1993 1997 Platz 27 in den FIMI-Charts (10 Wochen)                                 |
| 1994 | A che ora è la fine del mondo? WEA     | IT6 (11 Wo.)IT | — | Erstveröffentlichung: 28. Oktober 1994 1995 Platz 24 in den FIMI-Charts (6 Wochen)                                 |
| 1995 | Buon compleanno Elvis WEA              | IT1 Platin (2021) · (109 Wo.)IT | — | Erstveröffentlichung: 21. September 1995 Verkäufe: + 50.000                                                        |
| 1998 | Radiofreccia WEA                       | IT34 (1 Wo.)IT | — | Erstveröffentlichung: 8. Oktober 1998 Soundtrack, Charteintritt: November 2018 Platz eins der Kompilationen-Charts |
| 1999 | Miss Mondo WEA                         | IT1 Gold (2020) · (68 Wo.)IT | — | Erstveröffentlichung: 17. September 1999 Verkäufe: + 25.000                                                        |
| 2002 | Fuori come va? WEA                     | IT1 Gold (2019) · (66 Wo.)IT | CH18 (16 Wo.)CH | Erstveröffentlichung: 26. April 2002 Verkäufe: + 25.000                                                            |
| 2005 | Nome e cognome Warner                  | IT1 Gold (2019) · (104 Wo.)IT | CH20 (4 Wo.)CH | Erstveröffentlichung: 16. September 2005 Verkäufe: + 25.000                                                        |
| 2010 | Arrivederci, mostro! Warner            | IT1 Diamant · (122 Wo.)IT | CH11 (14 Wo.)CH | Erstveröffentlichung: 11. Mai 2010 Verkäufe: + 300.000                                                             |
| 2013 | Mondovisione Warner                    | IT1 ×7Siebenfachplatin · (88 Wo.)IT | CH21 (6 Wo.)CH | Erstveröffentlichung: 26. November 2013 Verkäufe: + 350.000                                                        |
| 2016 | Made in Italy Warner                   | IT1 ×3Dreifachplatin · (57 Wo.)IT | CH14 (7 Wo.)CH | Erstveröffentlichung: 18. November 2016 Verkäufe: + 150.000                                                        |
| 2019 | Start Warner                           | IT1 ×2Doppelplatin · (39 Wo.)IT | CH7 (4 Wo.)CH | Erstveröffentlichung: 8. März 2019 Verkäufe: + 100.000                                                             |
| 2020 | 7                                      | IT1 Platin · (23 Wo.)IT | CH62 (1 Wo.)CH | Erstveröffentlichung: 4. Dezember 2020 Verkäufe: + 50.000                                                          |
| 2023 | Dedicato a noi                         | IT1 Gold · (15 Wo.)IT | CH21 (1 Wo.)CH | Erstveröffentlichung: 22. September 2023 Verkäufe: + 25.000                                                        |

### Livealben
| Jahr | Titel                       | Höchstplatzierung, Gesamtwochen, AuszeichnungChartplatzierungen (Jahr, Titel, Platzierungen, Wochen, Auszeichnungen, Anmerkungen) | Höchstplatzierung, Gesamtwochen, AuszeichnungChartplatzierungen (Jahr, Titel, Platzierungen, Wochen, Auszeichnungen, Anmerkungen) | Anmerkungen                                                 |
| Jahr | Titel                       | IT | CH | Anmerkungen                                                 |
| ---- | --------------------------- | --- | --- | ----------------------------------------------------------- |
| 1997 | Su e giù da un palco WEA    | IT1 Platin (2013) · (165 Wo.)IT                                                                                                   | — | Erstveröffentlichung: 8. Mai 1997 Verkäufe: + 60.000        |
| 2003 | Giro d’Italia WEA           | IT1 Gold (2012) · (78 Wo.)IT | CH96 (1 Wo.)CH | Erstveröffentlichung: 21. November 2003 Verkäufe: + 30.000  |
| 2009 | Sette notti in Arena Warner | IT2 ×2Doppelplatin · (85 Wo.)IT                                                                                                   | CH85 (1 Wo.)CH | Erstveröffentlichung: 5. Juni 2009 Verkäufe: + 120.000      |
| 2011 | Campovolo 2.011 Warner      | IT1 ×3Dreifachplatin · (99 Wo.)IT                                                                                                 | — | Erstveröffentlichung: 22. November 2011 Verkäufe: + 150.000 |
| 2015 | Giro del mondo Warner       | IT1 ×2Doppelplatin · (70 Wo.)IT                                                                                                   | CH28 (2 Wo.)CH | Erstveröffentlichung: 14. April 2015 Verkäufe: + 100.000    |

### Kompilationen
| Jahr | Titel                           | Höchstplatzierung, Gesamtwochen, AuszeichnungChartplatzierungen (Jahr, Titel, Platzierungen, Wochen, Auszeichnungen, Anmerkungen) | Höchstplatzierung, Gesamtwochen, AuszeichnungChartplatzierungen (Jahr, Titel, Platzierungen, Wochen, Auszeichnungen, Anmerkungen) | Anmerkungen                                                 |
| Jahr | Titel                           | IT | CH | Anmerkungen                                                 |
| ---- | ------------------------------- | --- | --- | ----------------------------------------------------------- |
| 2007 | Primo tempo WEA                 | IT1 ×2Doppelplatin (2015) · (227 Wo.)IT                                                                                           | CH49 (6 Wo.)CH | Erstveröffentlichung: 16. November 2007 Verkäufe: + 100.000 |
| 2008 | Secondo tempo WEA               | IT1 ×2Doppelplatin · (216 Wo.)IT                                                                                                  | CH26 (9 Wo.)CH | Erstveröffentlichung: 30. Mai 2008 Verkäufe: + 120.000      |
| 2021 | 77 singoli / LP 1-LP 2          | IT94 (1 Wo.)IT | — | Erstveröffentlichung: 12. Februar 2021                      |
| 2021 | 77 singoli / LP 3-LP 4          | IT26 (1 Wo.)IT | — | Erstveröffentlichung: 12. März 2021                         |
| 2021 | 77 singoli / LP 5-LP 6          | IT26 (1 Wo.)IT | — | Erstveröffentlichung: 15. April 2021                        |
| 2021 | 77 singoli / LP 7-LP 8          | IT34 (1 Wo.)IT | — | Erstveröffentlichung: 14. Mai 2021                          |
| 2021 | 77 singoli / LP 9-LP 10         | IT33 (1 Wo.)IT | — | Erstveröffentlichung: 11. Juni 2021                         |
| 2021 | 77 singoli / LP 11              | IT35 (1 Wo.)IT | — | Erstveröffentlichung: 15. Juli 2021                         |
| 2025 | Buon compleanno Elvis 1995-2025 | IT4 (3 Wo.)IT | — | Erstveröffentlichung: 18. April 2025                        |

### Singles
| Jahr | Titel Album                                                | Höchstplatzierung, Gesamtwochen, AuszeichnungChartplatzierungen (Jahr, Titel, Album, Platzierungen, Wochen, Auszeichnungen, Anmerkungen) | Höchstplatzierung, Gesamtwochen, AuszeichnungChartplatzierungen (Jahr, Titel, Album, Platzierungen, Wochen, Auszeichnungen, Anmerkungen) | Anmerkungen                                                                       |
| Jahr | Titel Album                                                | IT | CH | Anmerkungen                                                                       |
| --- | ---------------------------------------------------------- | --- | --- | --------------------------------------------------------------------------------- |
| 1991 | Urlando contro il cielo Lambrusco coltelli rose & pop corn | IT29 Platin (2023) · (1 Wo.)IT | — | Verkäufe: + 100.000 Charteinstieg erst 2008                                       |
| 1995 | Certe notti Buon compleanno Elvis                          | IT14 ×3Dreifachplatin (2024) · (3 Wo.)IT                                                                                                 | — | Erstveröffentlichung: 25. August 1995 Verkäufe: + 300.000 Charteinstieg erst 2008 |
| 1999 | Il mio nome è mai più –                                    | IT1 (33 Wo.)IT | — | Erstveröffentlichung: 17. Juni 1999 mit Jovanotti und Piero Pelù als LigaJovaPelù |
| 1999 | Una vita da mediano Miss Mondo                             | IT3 Gold (2019) · (11 Wo.)IT | — | Erstveröffentlichung: 4. September 1999 Verkäufe: + 25.000                        |
| 2002 | Questa è la mia vita Fuori come va?                        | IT1 Gold (2021) · (14 Wo.)IT | — | Erstveröffentlichung: 7. Januar 2002 Verkäufe: + 35.000                           |
| 2006 | Happy Hour                                                 | IT10 Gold · (16 Wo.)IT | — | Erstveröffentlichung: 20. Juni 2006 Verkäufe: + 50.000                            |
| 2007 | Niente paura Primo tempo                                   | IT1 Gold (2014) · (11 Wo.)IT | — | Erstveröffentlichung: 26. Oktober 2007 Verkäufe: + 15.000                         |
| 2008 | Buonanotte all’Italia Primo tempo                          | IT22 (13 Wo.)IT | — | Erstveröffentlichung: 25. Januar 2008                                             |
| 2008 | Il centro del mondo Secondo tempo                          | IT3 (17 Wo.)IT | — | Erstveröffentlichung: 9. Mai 2008                                                 |
| 2008 | Il mio pensiero Secondo tempo                              | IT6 (18 Wo.)IT | — | Erstveröffentlichung: 5. September 2008                                           |
| 2009 | Sulla mia strada (Live) Sette notti in Arena               | IT16 (3 Wo.)IT | — | Erstveröffentlichung: 22. Mai 2009                                                |
| 2010 | Un colpo all’anima Arrivederci, mostro!                    | IT1 Platin · (28 Wo.)IT | — | Erstveröffentlichung: 16. April 2010 Verkäufe: + 30.000                           |
| 2010 | Quando canterai la tua canzone Arrivederci, mostro!        | IT46 (14 Wo.)IT | — | Erstveröffentlichung: 29. Juni 2010                                               |
| 2010 | La linea sottile Arrivederci, mostro!                      | IT36 (3 Wo.)IT | — | Erstveröffentlichung: 20. September 2010                                          |
| 2010 | Ci sei sempre stata Arrivederci, mostro!                   | IT24 Gold · (15 Wo.)IT | — | Erstveröffentlichung: 26. November 2010 Verkäufe: + 15.000                        |
| 2011 | Il meglio deve ancora venire Arrivederci, mostro!          | IT29 (10 Wo.)IT | — | Erstveröffentlichung: 25. März 2011                                               |
| 2011 | Il peso della valigia Arrivederci, mostro!                 | IT42 (15 Wo.)IT | — | Erstveröffentlichung: 17. Juni 2011                                               |
| 2011 | Ora e allora Campovolo 2.011                               | IT7 Gold · (12 Wo.)IT | — | Erstveröffentlichung: 21. November 2011 Verkäufe: + 15.000                        |
| 2012 | M’abituerò Campovolo 2.011                                 | IT22 Gold · (19 Wo.)IT | — | Erstveröffentlichung: 27. Januar 2012 Verkäufe: + 15.000                          |
| 2012 | Sotto bombardamento Campovolo 2.011                        | IT45 (16 Wo.)IT | — | Erstveröffentlichung: 18. Mai 2012                                                |
| 2013 | Il sale della Terra Mondovisione                           | IT2 Platin · (23 Wo.)IT | — | Erstveröffentlichung: 5. September 2013 Verkäufe: + 30.000                        |
| 2013 | Il sale della Terra –                                      | IT53 (1 Wo.)IT | — | Erstveröffentlichung: 5. September 2013 vs. Benny Benassi                         |
| 2013 | Tu sei lei Mondovisione                                    | IT4 Platin · (22 Wo.)IT | — | Erstveröffentlichung: 25. November 2013 Verkäufe: + 30.000                        |
| 2014 | Per sempre Mondovisione                                    | IT24 Gold · (18 Wo.)IT | — | Erstveröffentlichung: 10. Februar 2014 Verkäufe: + 15.000                         |
| 2014 | Il muro del suono Mondovisione                             | IT48 Gold · (18 Wo.)IT | — | Erstveröffentlichung: 9. Mai 2014 Verkäufe: + 15.000                              |
| 2014 | Siamo chi siamo Mondovisione                               | IT38 Platin · (15 Wo.)IT | — | Erstveröffentlichung: 29. August 2014 Verkäufe: + 30.000                          |
| 2014 | Alice Vivavoce                                             | IT38 (4 Wo.)IT | — | Erstveröffentlichung: 12. September 2014 Francesco De Gregori feat. Ligabue       |
| 2014 | Sono sempre i sogni a dare forma al mondo Mondovisione     | IT46 Platin · (10 Wo.)IT | — | Erstveröffentlichung: 28. November 2014 Verkäufe: + 50.000                        |
| 2015 | C’è sempre una canzone Giro del mondo                      | IT24 Platin · (15 Wo.)IT | — | Erstveröffentlichung: 13. März 2015 Verkäufe: + 50.000                            |
| 2015 | Non ho che te Giro del mondo                               | IT80 Gold · (10 Wo.)IT | — | Erstveröffentlichung: 12. Juni 2015 Verkäufe: + 25.000                            |
| 2015 | A modo tuo Giro del mondo                                  | IT58 Platin · (11 Wo.)IT | — | Erstveröffentlichung: 18. September 2015 Verkäufe: + 50.000                       |
| 2016 | G come giungla Made in Italy                               | IT30 Gold · (1 Wo.)IT | — | Erstveröffentlichung: 2. September 2016 Verkäufe: + 25.000                        |
| 2019 | Luci d’America Start                                       | IT7 Gold · (4 Wo.)IT | — | Erstveröffentlichung: 11. Januar 2019 Verkäufe: + 25.000                          |
| 2019 | Certe donne brillano Start                                 | IT16 Gold · (5 Wo.)IT | — | Erstveröffentlichung: 8. März 2019 Verkäufe: + 25.000                             |
| 2019 | Polvere di stelle Start                                    | IT87 (1 Wo.)IT | — | Erstveröffentlichung: 24. Mai 2019                                                |
| 2020 | Mai dire mai Start                                         | IT91 (1 Wo.)IT | — | Erstveröffentlichung: 17. Januar 2020                                             |
| 2020 | La ragazza dei tuoi sogni 7                                | IT44 (1 Wo.)IT | — | Erstveröffentlichung: 11. September 2020                                          |
| 2020 | Volente o nolente 7                                        | IT60 Gold · (2 Wo.)IT | — | Erstveröffentlichung: 20. November 2020 Verkäufe: + 35.000; feat. Elisa           |
| Folgende Lieder erschienen nicht als Single, wurden aber durch das Album zum Download und Streaming bereitgestellt und konnten somit eine Platzierung erlangen: |                                                            | | |                                                                                   |
| |                                                            | | |                                                                                   |
| 2014 | La neve se ne frega Mondovisione                           | IT63 (1 Wo.)IT | — |                                                                                   |
| 2014 | Ciò che rimane di noi Mondovisione                         | IT91 (1 Wo.)IT | — |                                                                                   |
| 2014 | Il volume delle tue bugie Mondovisione                     | IT100 (1 Wo.)IT | — |                                                                                   |

Weitere Singles
- 1990: Balliamo sul mondo – IT (2019): Gold (25.000+)[5]
- 1990: Non è tempo per noi – IT (2023): Platin (100.000+)[5]
- 1993: Ho messo via – IT (2019): Platin (50.000+)[5]
- 1995: Leggero – IT (2023): Gold (50.000+)[5]
- 1998: Ho perso le parole – IT (2021): Gold (35.000+)[5]
- 1999: L’odoro del sesso – IT (2024): Gold (50.000+)[5]
- 2003: Piccola stella senza cielo – IT (2015): Platin (30.000+)[5]
- 2005: Eri bellissima – IT (2019): Gold (25.000+)[5]
- 2006: Gli ostacoli del cuore – IT (2018): Platin (50.000+)[5]
- 2010: Le donne lo sanno – IT (2019): Gold (15.000+)[5]
- 2010: L’amore conta – IT (2019): Gold (25.000+)[5]
- 2010: Ti sento – IT (2019): Gold (25.000+)[5]
- 2016: Made in Italy – IT (2019): Gold (25.000+)[5]

## Filmografie (Regie)
- 1998: Radiofreccia
- 2002: Da zero a dieci
- 2018: Made in Italy

## Bibliografie
- Luciano Ligabue: Fuori e dentro il borgo. Baldini & Castoldi, Mailand 1997, ISBN 88-8089-258-4.
- Luciano Ligabue: La neve se ne frega. Feltrinelli, Mailand 2004, ISBN 88-07-70156-1.
- Luciano Ligabue: Lettere d’amore nel frigo. Einaudi, Turin 2006, ISBN 978-88-06-18665-4.
- Luciano Ligabue: Il rumore dei baci a vuoto. Einaudi, Turin 2012, ISBN 978-88-06-21319-0.
- Luciano Ligabue: Scusate il disordine. Einaudi, Turin 2016, ISBN 978-88-06-23134-7.
- Luciano Ligabue mit Massimo Cotto: È andata così – Trent’anni come si deve. Mondadori, Mailand 2020, ISBN 978-88-04-73163-4.
- Luciano Ligabue: Una storia. Mondadori, Mailand 2022, ISBN 978-88-04-74997-4.

## Belege
1. ↑  Ligabue, Luciano. In: Lessico del XXI Secolo (2013). Treccani, abgerufen am 13. November 2016 (italienisch).
2. ↑  Enrico Deregibus (Hrsg.): Dizionario completo della Canzone Italiana. Giunti Editore, Mailand 2006, ISBN 978-88-09-75625-0, Ligabue, S. 260 f.
3. ↑  Laurea honoris causa a Luciano Ligabue. Universität Teramo, 28. Mai 2004, abgerufen am 13. November 2016 (italienisch).
4. 1 2 3  Chartquellen (Alben):
  - M&D-Chartarchiv. Musica e dischi, abgerufen am 10. November 2016 (italienisch, kostenpflichtiger Abonnement-Zugang; IT bis 1995).
  - Guido Racca & Chartitalia: Top 100 FIMI Album. Lulu, 2013, S. 128 (IT 1995–2012).
  - Alben von Ligabue. In: Italiancharts.com. Hung Medien, abgerufen am 10. November 2016 (IT seit 2000).
  - Alben von Ligabue. In: Hitparade.ch. Hung Medien, abgerufen am 10. November 2016 (CH).
5. 1 2 3 4 5 6 7 8 9 10 11 12 13 14 15 16 17 18 19 20 21 22 23 24 25 26 27 28 29 30 31 32 33 34 35 36 37 38 39 40 41 42 43 44 45 46 47 48 49 50 51 52 53 54  Certificazioni Ligabue. FIMI, abgerufen am 17. Juli 2024.
6. ↑  Laura Pausini e ‘Radiofreccia’ in testa alle hit parade. In: Rockol.it. 26. Oktober 1998, abgerufen am 13. November 2016 (italienisch).
7. ↑  Chartquellen (Singles):
  - Guido Racca & Chartitalia: Top 100 FIMI Singoli. Lulu, 2013, S. 111 f. (IT 1997–2012).
  - Archivio classifiche Top Digital. FIMI, abgerufen am 26. Juni 2024 (IT seit 2008).

| Personendaten    | Personendaten                       |
| ---------------- | ----------------------------------- |
| NAME             | Ligabue                             |
| ALTERNATIVNAMEN  | Ligabue, Luciano (wirklicher Name)  |
| KURZBESCHREIBUNG | italienischer Rockmusiker und Autor |
| GEBURTSDATUM     | 13. März 1960                       |
| GEBURTSORT       | Correggio, Emilia-Romagna           |